# Decazes Island
Decazes Island ist eine 800 m lange Insel vor der Loubet-Küste des Grahamlands auf der Antarktischen Halbinsel. Am südwestlichen Ende des Archipels der Biscoe-Inseln liegt sie 2,5 km südwestlich der Insel Belding Island. Sie ist eine der größten der zahlreichen kleinen Inseln und Rifffelsen, welche die Nordseite der Matha-Straße säumen.
Die Umgebung der Insel wurde bei der Fünften Französischen Antarktisexpedition (1908–1910) des Polarforschers Jean-Baptiste Charcot kartiert. Charcot ging von einer Landspitze am Südende einer Insel aus und benannte sie folglich als Pointe Decazes. Vermessungen des Falkland Islands Dependencies Survey im Jahr 1959 offenbarten die wahre Natur dieses geografischen Objekts, so dass das UK Antarctic Place-Names Committee am 7. Juli desselben Jahres Charcots Benennung auf die ganze Insel übertrug. Namensgeber ist der französische Adelige und Sportsmann Jean Élie Octave Louis Sévère Amanien Decazes de Glücksbierg (1864–1912), 3. Herzog von Decazes und Sponsor der Forschungsreise Charcots. Argentinische Wissenschaftler fassten diese Insel und einige kleinere in der Umgebung unter dem Namen Islotes Decazes als eine Inselgruppe zusammen.